# Кадряковское сельское поселение (Агрызский район)
Кадряковское се́льское поселе́ние — муниципальное образование в Агрызском районе Татарстана Российской Федерации.
Административный центр — село Кадряково.

## История
Статус и границы сельского поселения установлены Законом Республики Татарстан от 31 января 2005 года № 14-ЗРТ «Об установлении границ территорий и статусе муниципального образования "Агрызский муниципальный район" и муниципальных образований в его составе».

## Население
| 2010 | 2011 | 2012 | 2013 | 2014 | 2015 | 2016 |
| ---- | ---- | ---- | ---- | ---- | ---- | ---- |
| 495  | ↘494 | ↘478 | ↘469 | ↘467 | ↘462 | ↘456 |
| 2017 | 2018 | 2019 | 2020 |      |      |      |
| ↘445 | ↘440 | →440 | ↘432 |      |      |      |

## Состав сельского поселения
| № | Населённый пункт | Тип населённого пункта       | Население |
| - | ---------------- | ---------------------------- | --------- |
| 1 | Кадряково        | село, административный центр | ↘405      |